# Kersten-Miles-Brücke

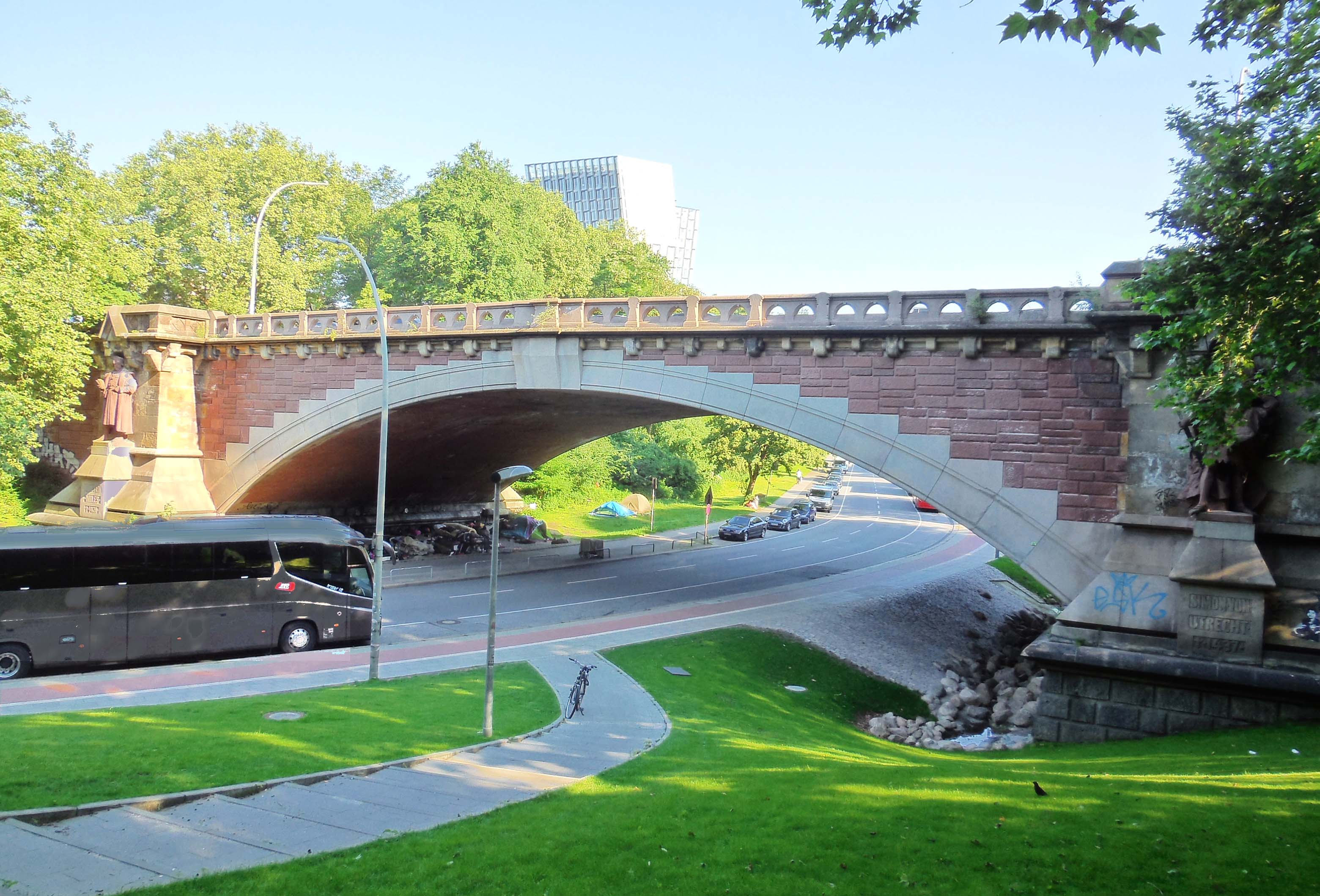
Kersten-Miles-Brücke, Südseite, im Jahre 2016

Die Kersten-Miles-Brücke in Hamburg auf der Grenze der Stadtteile Neustadt und St. Pauli führt den Verlauf der an die Bernhard-Nocht-Straße anschließenden Seewartenstraße über die Helgoländer Allee hinweg zu der Verzweigung von Neumayerstraße und Venusberg.

## Beschreibung

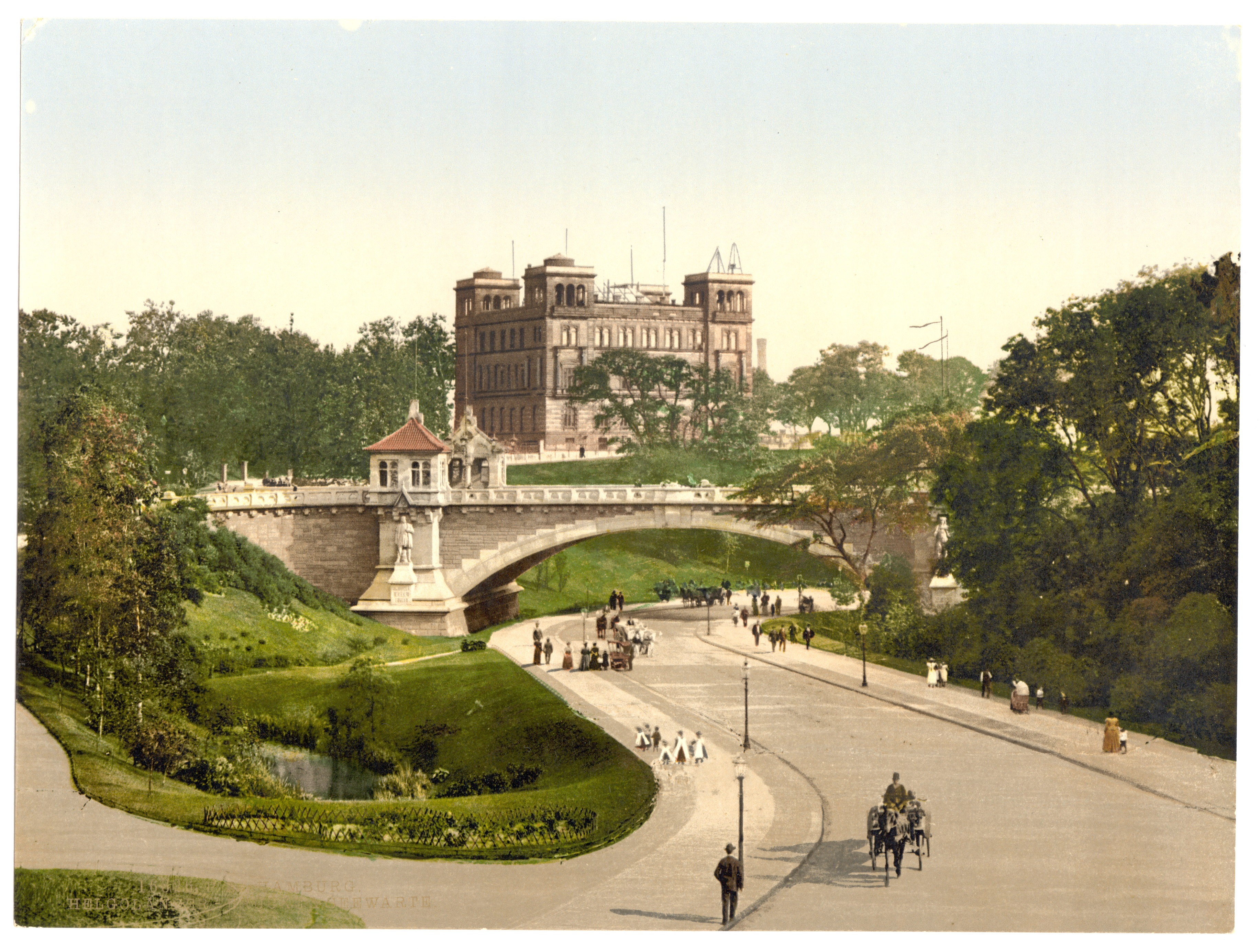
Kersten-Miles-Brücke um 1900, Nordseite, im Hintergrund das damalige Gebäude der Deutschen Seewarte

Die Brücke hat eine Länge von etwa 90 Metern und über die zweistreifige Fahrbahn mit beiderseitigen Gehwegen eine Breite von etwa 20 Metern. Sie ist zudem Bestandteil des Ensembles von Kulturdenkmälern in Hamburg mit der Objektnummer 30212/Am Elbpark.
Der Bau der Brücke wurde 1895 begonnen und 1897 abgeschlossen. Sie wurde nach dem ehemaligen Hamburger Bürgermeister Kersten Miles benannt. 
An den Sockeln der Brücke sind Standbilder von Kersten Miles, Simon von Utrecht (Südseite), Berend Jacob Karpfanger und Ditmar Koel (Nordseite) angebracht. Die Statuen wurden von Carl Boerner (Miles), Carl Garbers (Utrecht), Wilhelm Giesecke (Koel) und Robert Ockelmann (Karpfanger) erschaffen. An den Geländern der vier Sockel befinden sich die Wappen von 32 Hansestädten.
2011 ließ der damalige Bezirksamtsleiter Markus Schreiber (SPD) den Raum unter der Brücke für 100.000 € mit Findlingen füllen, um Obdachlose am Übernachten zu hindern. Im Rahmen einer umfassenden Neugestaltung des Gebiets wurden die Findlinge 2014 wieder entfernt. Bei anschließenden Grabungen wurden unterhalb der Brücke Mosaike mit kunstvoll gepflasterten Rankenornamenten entdeckt.

## Statuen an den Sockelpfeilern und Verzierung

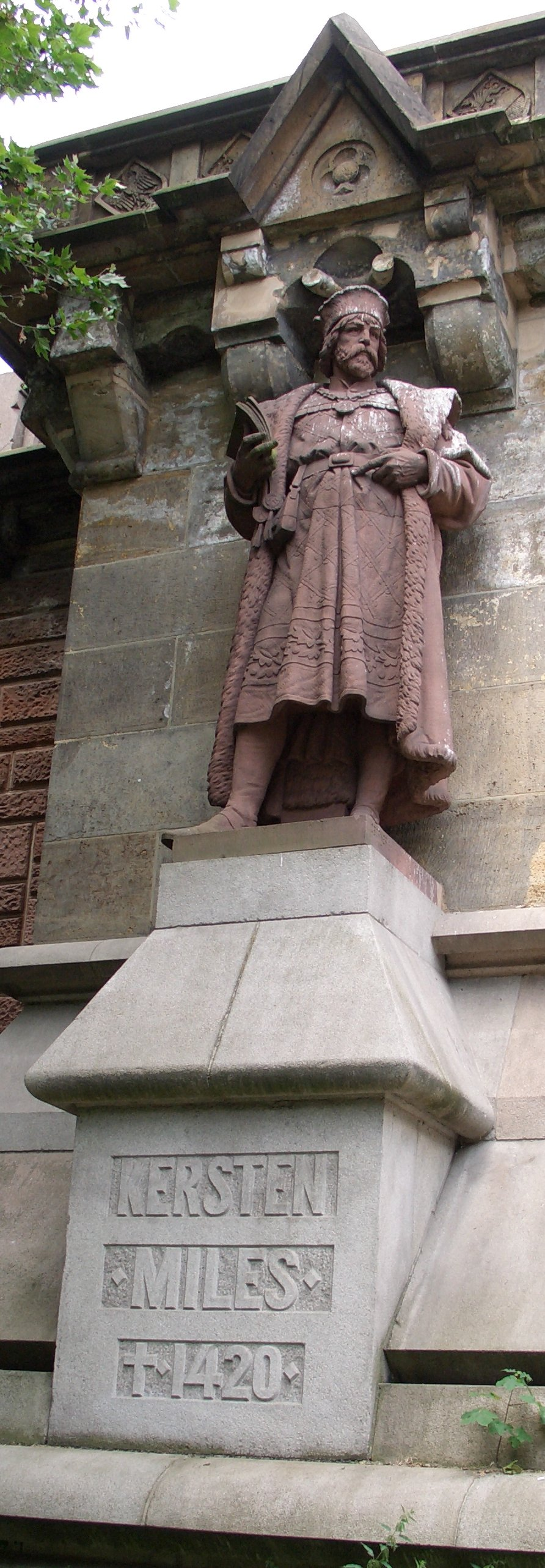
Kersten Miles, 1378 bis 1420 Bürgermeister der Stadt Hamburg
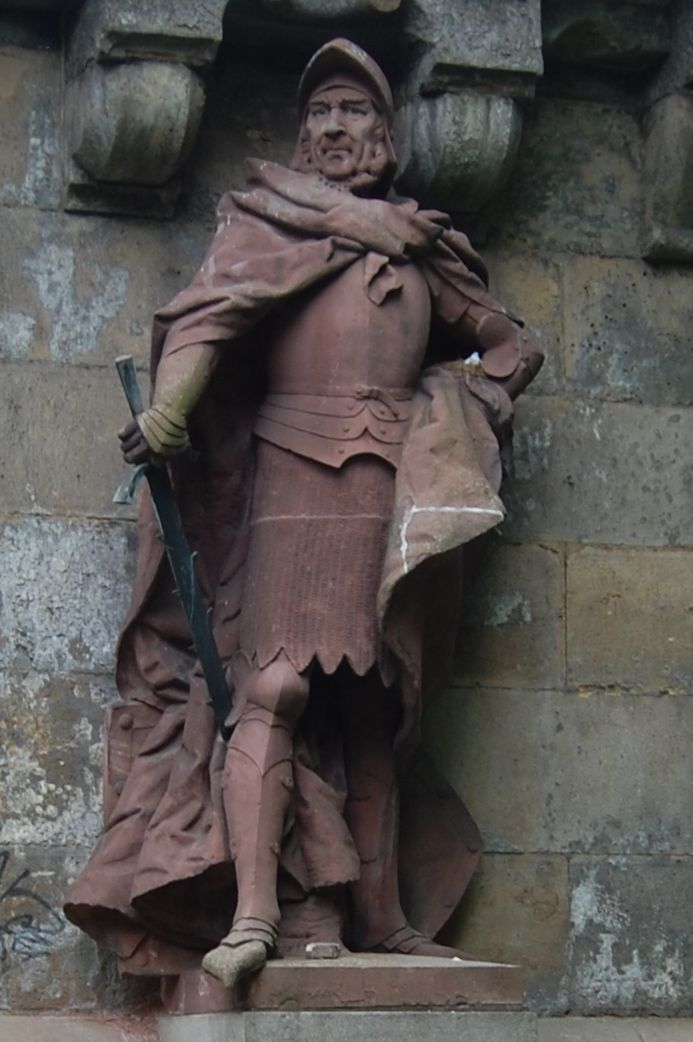
Simon von Utrecht, 1433 Ehrenbürgermeister von Hamburg
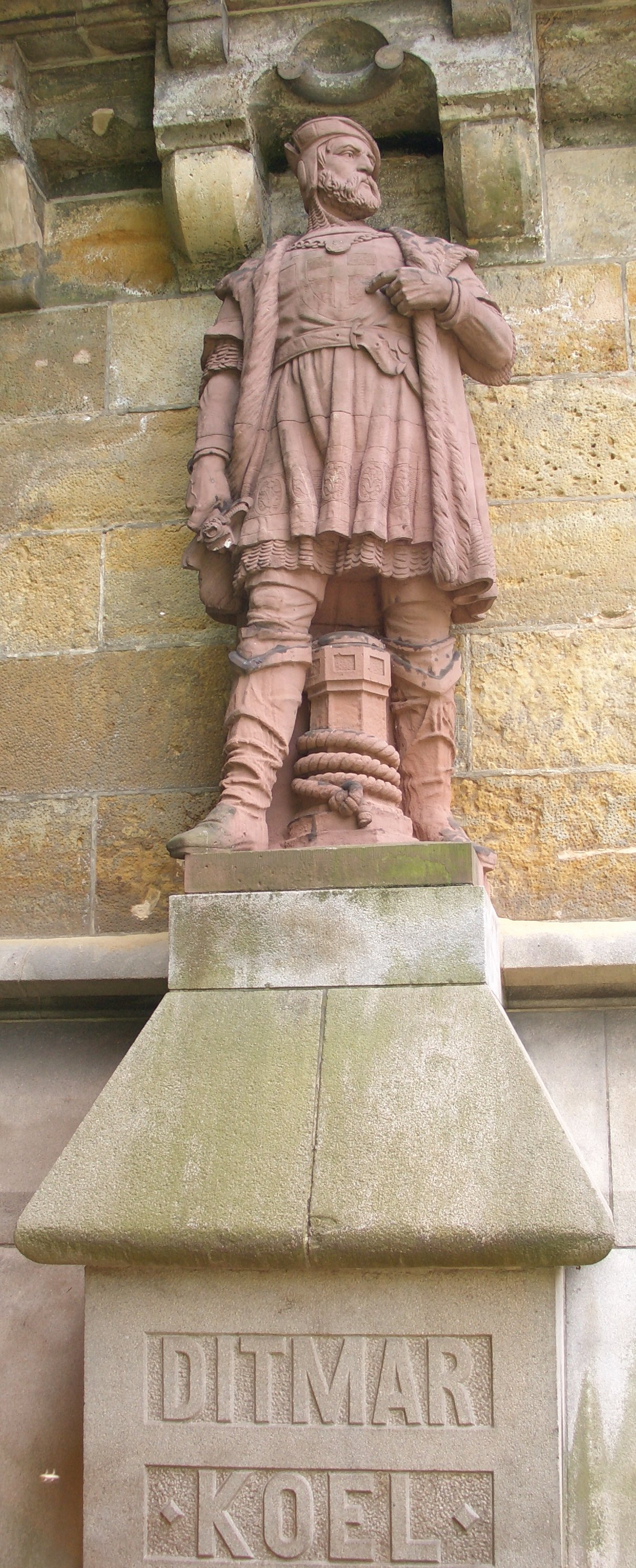
Ditmar Koel, 1536 Admiral und 1548 Bürgermeister
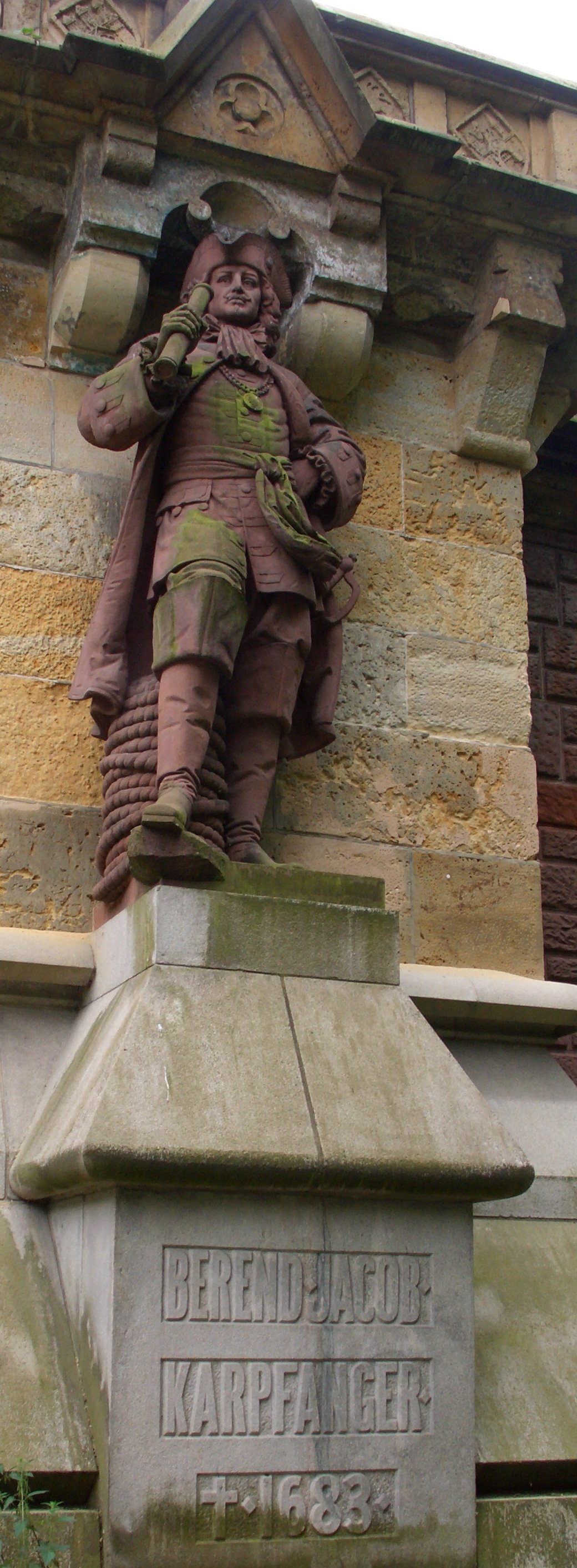
Berend Jacob Karpfanger, 1674 Admiral der Hamburgischen Admiralität
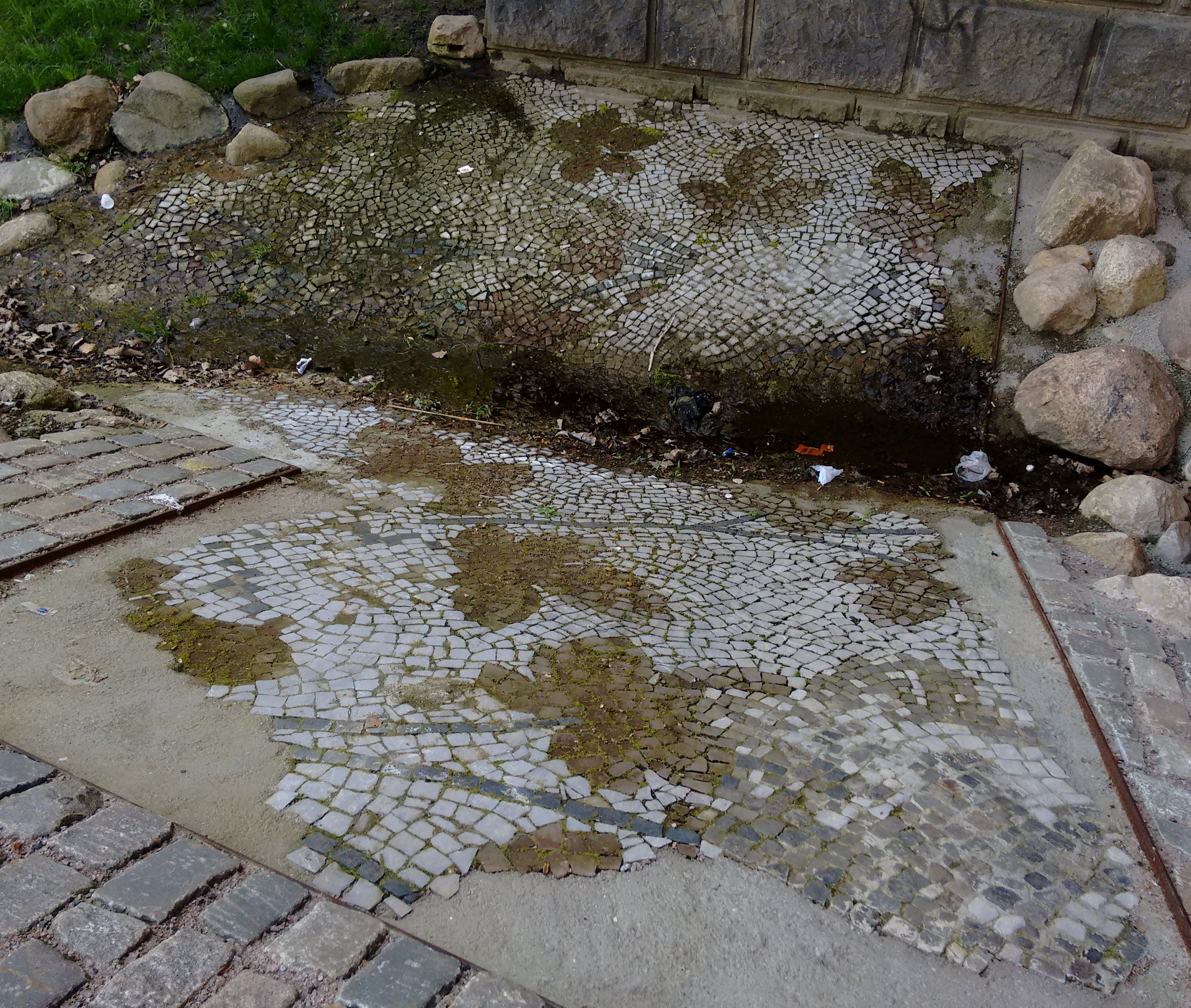
Mosaik am Fundament unterhalb der Brücke

## Blick von der Brücke

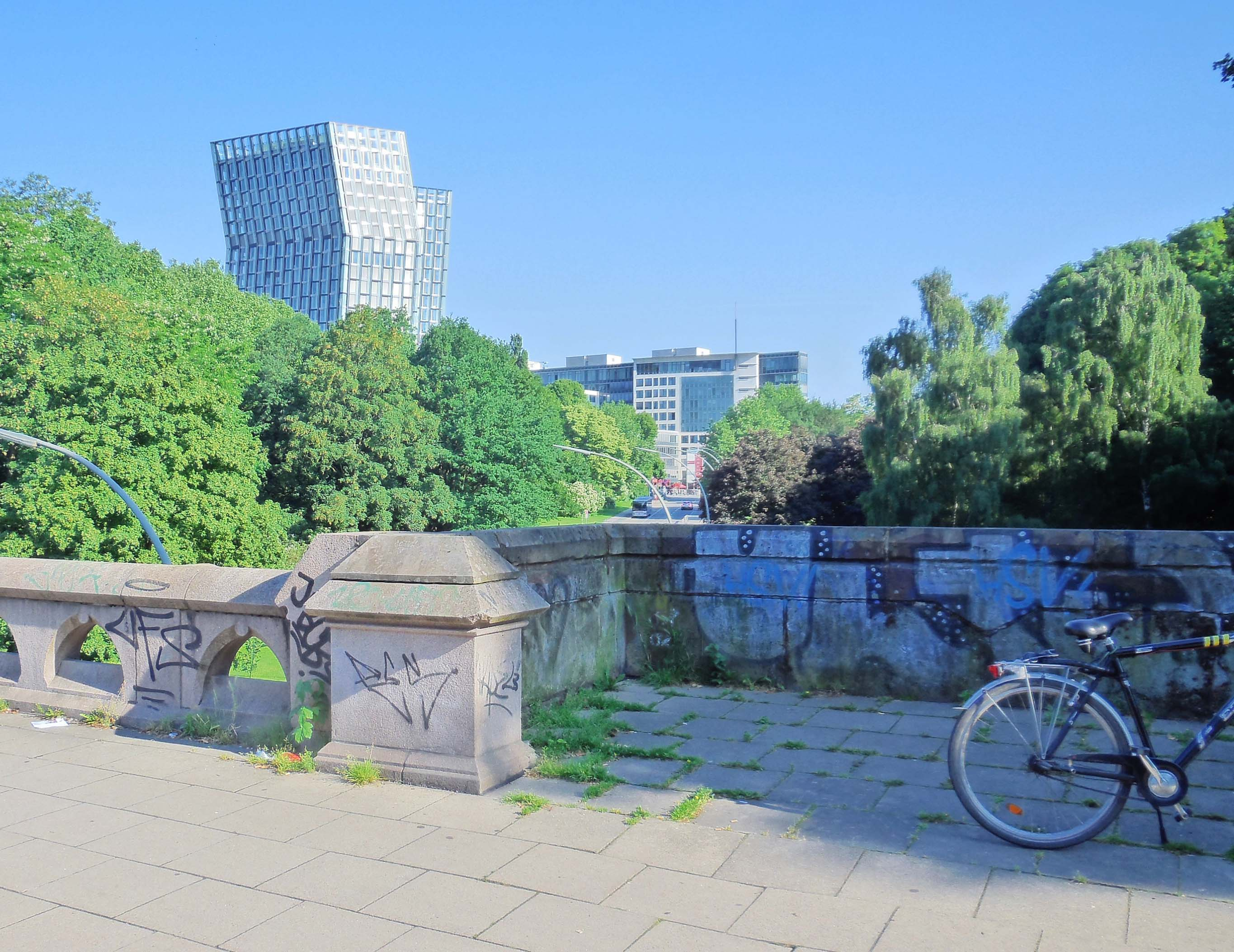
Blick Richtung Nord
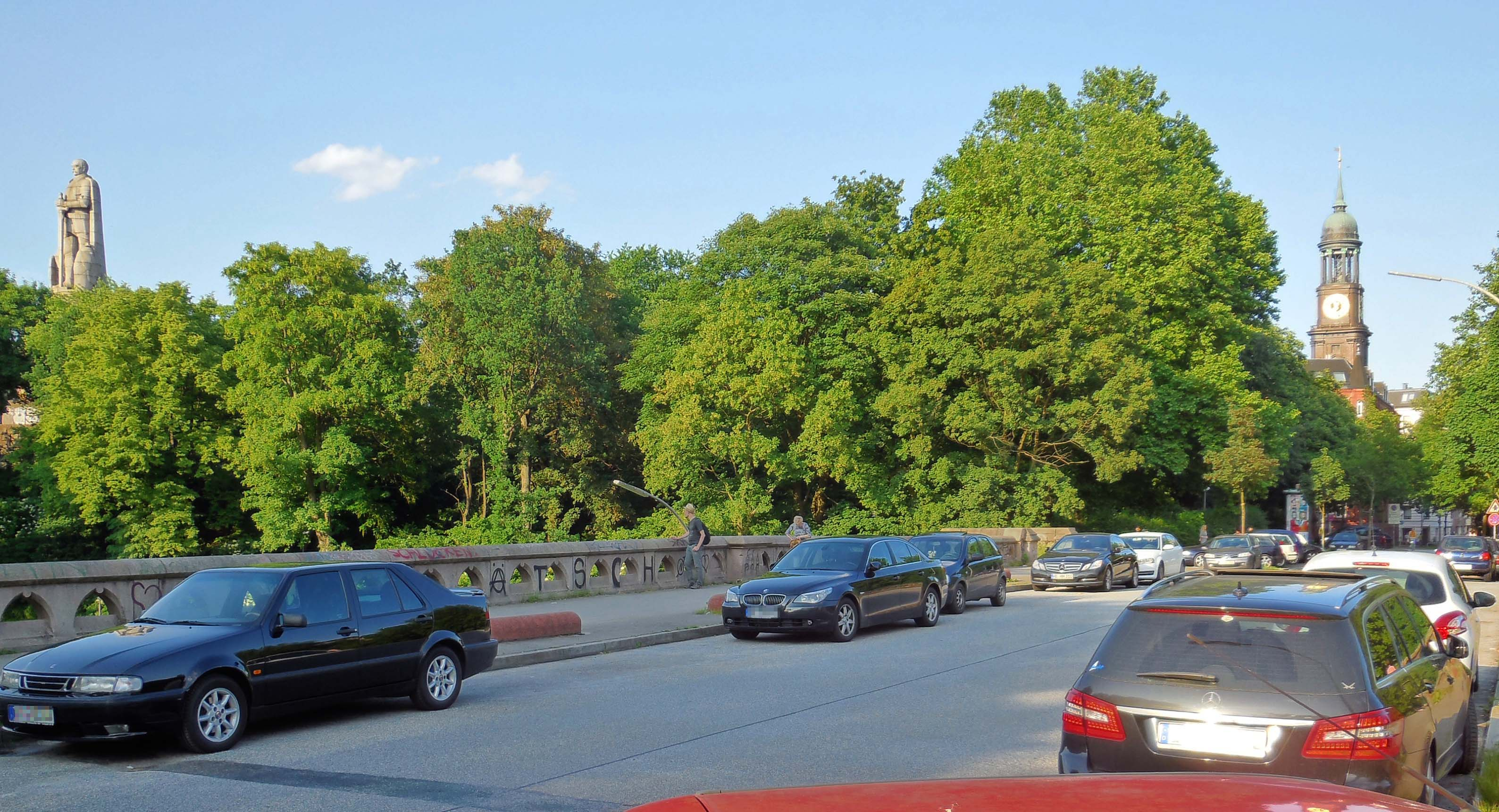
Blick Richtung Ost
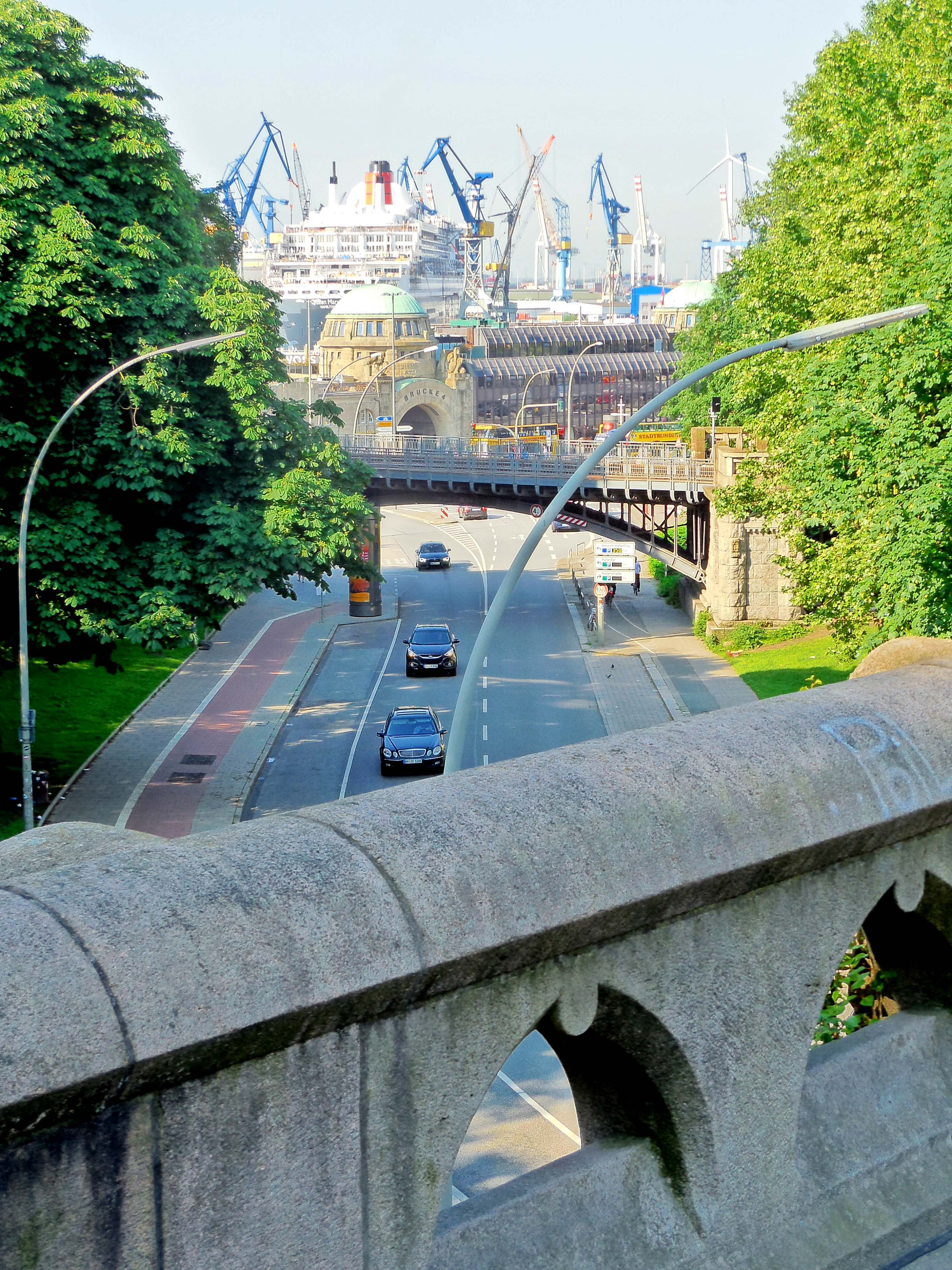
Blick Richtung Süd
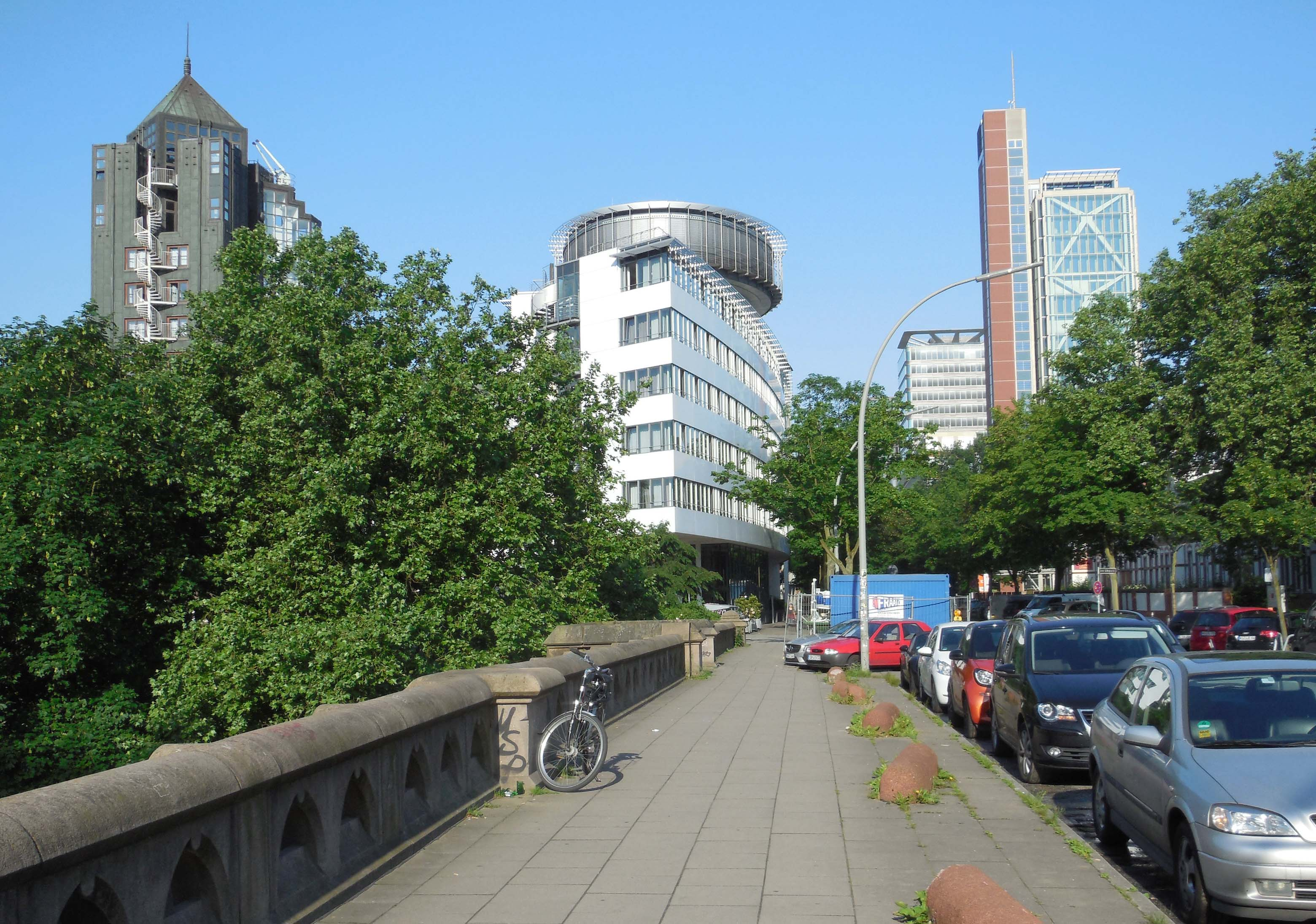
Blick Richtung West